# Maissau (Herrschaft)

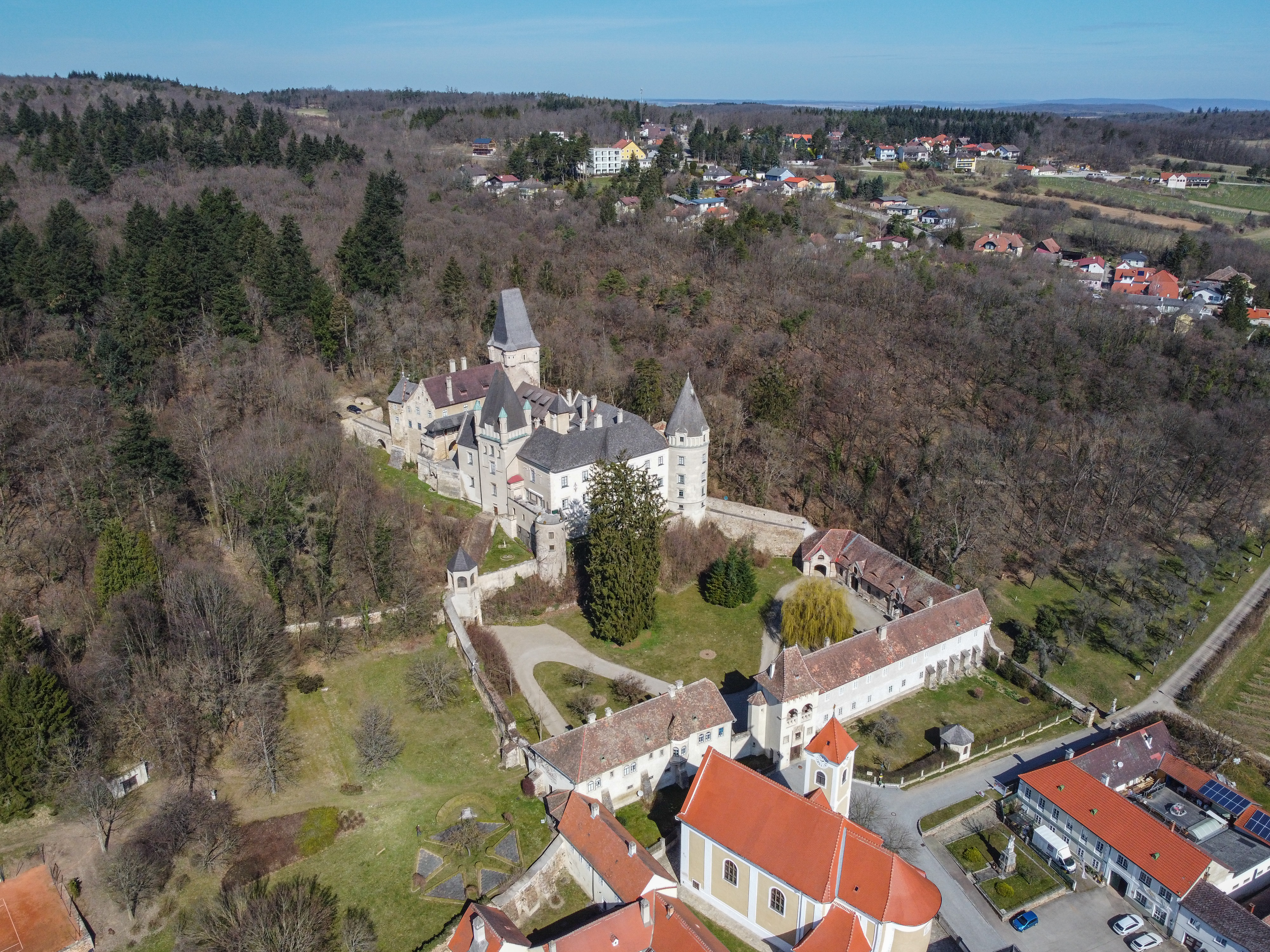
Schloss Maissau, Sitz der Verwaltung (2021)

Die Herrschaft Maissau war eine Grundherrschaft im Viertel unter dem Manhartsberg im Erzherzogtum Österreich unter der Enns, dem heutigen Niederösterreich.

## Ausdehnung
Die Herrschaft, die sich bis in das Viertel ober dem Manhartsberg erstreckte, umfasste zuletzt die Ortsobrigkeit über Maissau, Wilhelmsdorf, Oberdiernbach, Bayerdorf, Gettsdorf, Parisdorf, Gumping, Reikersdorf, Sonndorf und Gottsdorf. Der Sitz der Verwaltung befand sich im Schloss Maissau.

## Geschichte
1834 erhält Oberbeamter Gottlieb Obermüller der Herrschaft Maissau und der Oberbeamter der Herrschaft Therasburg für Verdienste um den Bau der neuen Komerzialstrasse Krems Znaim die goldene Zivil-Ehrenmedaille.
Der letzte Inhaber der Fideikommiss-Herrschaft war Otto Graf von Abensperg und Traun, der die Herrschaft nach den Reformen 1848/1849 auflöste.